# Шахта «Білоріченська»
ДВАТ «Шахта Білоріченська». Входить до ДХК «Луганськвугілля». Розташована у смт. Білоріченський, Лутугинського району Луганської області.
Введена в експліатацію у 1957 р. з виробничою потужністю 450 тис.т на рік. Фактичний видобуток 1036/940/2500 т/добу (1990/1999/2003). У 2003 р. видобуто 753 тис.т.
Глибина робіт 369/720 м (1990/1999). Протяжність підземних виробок 51/33,2 км (1990/1999). У 1990—1999 розробляла відповідно пласти m6' та m6', l6 потужністю 1,02-1,76 м, кути падіння 3-4о.
Пласти небезпечні щодо вибуху вугільного пилу. Кількість очисних вибоїв 3/1, підготовчих 11/3 (1990/1999). Обладнання: механізований комплекс МК-75Б з комбайном ГШ-68.
Кількість працюючих: 2342/2009 чол., в тому числі підземних 1595/1396 чол. (1990/1999).
Адреса: 92016, смт. Білоріченський, Лутугинський район, Луганської обл.